# Our Time
 (mars 2012).
Si vous disposez d'ouvrages ou d'articles de référence ou si vous connaissez des sites web de qualité traitant du thème abordé ici, merci de compléter l'article en donnant les références utiles à sa vérifiabilité et en les liant à la section « Notes et références ».
Singles de dream
Solve
(2001) Stay: Now I'm Here
(2001)
Our Time est le neuvième single du groupe féminin de J-pop dream, produit par Max Matsura, dont les paroles sont écrites par l'une des chanteuses, Mai Matsumoro. Il sort le 8 août 2001 au Japon sous le label avex trax, deux mois et demi seulement après le précédent single du groupe, Solve. Il atteint la 25e place du classement Oricon, et reste classé pendant trois semaines.
Le maxi-single contient quatre titres : une chanson originale composée par D・A・I, sa version instrumentale, une version live de la chanson My Will précédemment sortie en single, et une version remixée de la chanson Solve du précédent single.
La chanson-titre a été utilisée comme générique d'ouverture de l'émission Sukiyaki!! London Boots Daisakusen de la chaine TV Tokyo. Elle figurera sur le deuxième album du groupe, Process, qui sortira six mois plus tard. Une vidéo homonyme contenant le clip vidéo de la chanson-titre tourné à Hawaii sortira trois mois plus tard, le 31 octobre 2001, aux formats VHS et DVD.

## Membres
- Mai Matsumoro
- Kana Tachibana
- Yū Hasebe

## Liste des titres
CD
1. Our Time (Original Mix)
2. My will (Live Version)
3. solve (Hex Hector Remix)
4. Our Time (Instrumental)

DVD / VHS
1. Our Time (clip vidéo)